# Guerre biologique

Symbole international de contamination biologique.

La guerre biologique, parfois appelée, à tort, guerre bactériologique, est l'utilisation en tant qu'arme biologique des propriétés nocives de certains micro-organismes ou de certaines toxines. Elle est destinée à invalider ou tuer un adversaire.
La guerre biologique est proscrite par l'ONU parce qu'une attaque réussie pourrait vraisemblablement engendrer des milliers, des millions, voire des milliards de morts et qu'elle pourrait détruire des sociétés et des marchés économiques.

## Historique

### Les premiers usages
Le pouvoir destructeur de certaines maladies n'a pas échappé aux belligérants de toutes les époques. Certaines techniques simples sont les précurseurs de la guerre biologique :
- Empoisonner un puits avec des charognes ou des excréments
- Propulser des cadavres pestiférés dans une ville assiégée (En 1346, les Mongols vinrent à bout de la résistance du comptoir génois de Caffa avec cette méthode)
- Enduire les pointes des flèches au moyen d'excréments
- Offrir des objets souillés par des malades à ses ennemis

En Chine, l'envoi de cadavres de pestiférés dans les villes assiégées constitue un exemple ancien d'arme bactériologique, bien que personne ne sût à l'époque ce qu'était une bactérie. Durant l’Antiquité, Grecs, Romains et Perses utilisaient des cadavres d’animaux pour contaminer les sources et puits ennemis.
Dans l'époque moderne, des documents de la rébellion de Pontiac entre 1760 et 1764 évoquent la guerre biologique, selon les modalités possibles de l'époque, opportuniste, improvisée, éventuellement défensive, artisanale, la dimension génocidaire largement hors de portée à l'époque relève de l'emphase, du fantasme, voire de l'anachronisme. Par exemple, le général britannique Jeffery Amherst suggère d'offrir aux Amérindiens en révolte des couvertures infectées par la variole. Si de semblables moyens semblent avoir été utilisés ici ou là, les historiens doutent de leur efficacité[réf. souhaitée]. Il semble très difficile notamment de distinguer d'hypothétiques épidémies causées intentionnellement d'entre les épidémies naïves, touchant tous les belligérants, toutes les populations en temps de guerre comme en temps de paix.

### Limitation des armements biologiques
Au cours de la Grande guerre, l'Allemagne fut accusée d'usage de telles armes, que ce soit en utilisant le choléra en Italie, la peste à Pétrograd ou bien en contaminant 4500 mules à la morve en Mésopotamie. Des ampoules de morve furent saisies en 1917 à la légation de Bucarest. Du côté des alliés, des projets isolés furent menés contre les animaux de guerre des puissances centrales.
L'utilisation d'armes biologiques a été interdite par le protocole de Genève de 1925. La Convention sur les armes biologiques et les toxines de 1972 a élargi l'interdiction à presque toute production, stockage et transport.
Pendant la guerre sino-japonaise (1937-1945) et la Seconde Guerre mondiale, l'Unité 731 et l'armée impériale japonaise ont mené des expérimentations humaines sur des milliers de personnes, principalement des Chinois mais aussi des prisonniers de guerre américains, anglais et russes. Durant les campagnes militaires, l'armée japonaise a utilisé des armes biologiques sur les soldats et les civils chinois, notamment lors de la bataille de Changde.
À la suite des recherches menées au Royaume-Uni durant la Seconde Guerre mondiale, l'île Gruinard, en Écosse, fut contaminée en 1942 par la maladie du charbon qui y persista les 48 années suivantes.
Des efforts considérables dans la recherche d'armes biologiques ont été mis en œuvre par l'Union soviétique dès 1928 (de très loin le premier État en ce domaine) avec une vaste organisation nommée « Biopreparat » à partir des années 1970. Les États-Unis, l'Irak, l'Afrique du Sud et probablement d'autres États ont aussi, durant la guerre froide, effectué de telles recherches. Cependant on pense que de telles armes n'ont jamais été utilisées de manière massive et aucun État n'a revendiqué officiellement avoir fait usage de telles armes.
Le 25 septembre 1969, Nixon fait une déclaration unilatérale de renoncement au développement et à la production d’armes biologiques par les États-Unis. Tout l’arsenal des É.-U. est détruit avant la fin de 1973, à l’exception de réserves de semences conservées pour les besoins de la recherche.
En 1972, une centaine de nations signent la convention sur l'interdiction des armes biologiques et des toxines, qui interdit le développement, la production et le stockage et l'utilisation de microbes ou de leurs produits toxiques, excepté dans des quantités nécessaires à la recherche d'applications de défense et de paix. On pense cependant que depuis sa signature, le nombre des pays capables de produire de telles armes n'a cessé d'augmenter et l'Union soviétique n'a pas respecté cet accord : Biopreparat lancé secrètement en 1973. ne fut démantelé officiellement qu'en 1992 après la disparition de cet État.
Le vendredi 30 mars 1979, l'usine de production d'armes bactériologiques de Sverdlovsk (actuellement Ekaterinbourg) laisse échapper de l'anthrax à la suite d'un non-remplacement d'un filtre ; l'épidémie fait entre 66 et 600 morts selon les sources.
Entre 1975 et 1983, des cas d’intoxication causés par ce que l’on a nommé la « pluie jaune » ont aussi été constatés au Laos et au Cambodge alors sous contrôle du Viet-Nam.
En 1986, le gouvernement américain a dépensé 42 millions de dollars dans la recherche sur les maladies infectieuses et les toxines. Cette somme est dix fois plus élevée que celle investie en 1981. L'argent a été destiné à vingt-quatre universités dans l'espoir de développer des souches d'anthrax, de la fièvre de la vallée du Rift, de l'encéphalite japonaise, de la tularémie, de shigelle, de la toxine botulique et de la fièvre Q. Quand la faculté de biologie du Massachusetts Institute of Technology (MIT) a voté contre les fonds du Pentagone en faveur de la recherche biotechnologique, l'administration Reagan l'a forcée à changer sa décision en la menaçant de lui couper d'autres fonds.
Cependant les États-Unis appliquent une politique fédérale de non-utilisation d'armes biologiques en toute circonstance, se concentrant sur les mesures défensives.

## Caractéristiques des armes biologiques
Les caractéristiques de l'arme biologique idéale sont sa faible visibilité, sa puissance, son accessibilité et sa dissémination facilitée.
Les agents infectieux sont choisis en fonction de leur létalité et de leur robustesse (ainsi ils pourront être disséminés au moyen d'aérosols).
Les agents biologiques utilisés dans les armes biologiques peuvent être produits facilement et rapidement. La difficulté principale n'est pas la production de l'agent biologique mais sa dissémination sous une forme infectieuse pour une cible vulnérable.
Par exemple, le bacille du charbon (appelé anthrax par les Anglo-Saxons), est considéré comme un agent excellent. Premièrement, il forme des spores résistantes, parfaites pour la dissémination sous forme d'aérosols. Deuxièmement, les personnes dont les poumons sont contaminés ne sont généralement pas contagieuses. L'effet de l'agent est ainsi confiné à la cible. L'infection pulmonaire débute avec des symptômes « froids » et devient rapidement létale. Enfin, le personnel allié peut être protégé avec les antibiotiques ou les vaccins appropriés.
Une attaque massive au moyen du charbon nécessiterait la création de particules aérosols de 1,5 à 5 micromètres de diamètre. Si les gouttelettes sont trop grosses, elles sont filtrées par le système respiratoire en amont des bronches. À ces dimensions, les poudres tendent en outre à se grouper et à s'attacher en raison des charges électrostatiques et des forces de Van der Waals. Cela nuit à la dissémination. Ainsi le matériel doit être traité avec de la silice (agent antiagglomérant). L'aérosol doit être disséminé de sorte que ni la pluie ni le soleil ne le dégrade et que cependant le poumon humain puisse être infecté.
Les maladies envisagées pour l'armement ou déjà utilisées à cet effet sont notamment le charbon, la maladie à virus Ebola, la peste, le choléra, la tularémie, la brucellose, la fièvre Q, le Machupo, VEE, SEB et la variole. Les toxines naturelles qui pourraient être utilisées comme armes sont entre autres la ricine, la toxine botulique et les mycotoxines.

## Destruction des récoltes
Au lieu de cibler des humains, les armes biologiques pourraient être conçues pour cibler des récoltes. Cela pourrait engendrer des conséquences désastreuses au niveau de la capacité d'un pays à s'auto-suffire. Les agents biologiques utilisés pour cibler des plantes sont appelés bioherbicides et ceux qui visent les champignons sont appelés mycoherbicides.

## Mesures de protection
La première défense civile contre les armes biologiques consiste à se laver les mains à chaque fois que l'on se déplace vers un autre bâtiment ou d'autres personnes. Il faut aussi éviter de toucher les poignées de porte, les murs, le sol, et sa bouche, son nez et ceux d'autres personnes.
Des méthodes plus exotiques comprennent la décontamination, généralement effectuée à l'aide d'eau de Javel. Un moyen de décontamination efficace consiste à laisser ses chaussures à l'entrée et marcher et tremper les mains dans un bain d'eau de javel diluée. La décontamination périodique des sols et des poignées de porte peut se révéler très utile.
Les méthodes médicales de la protection civile comprennent le stockage d'antibiotiques et de vaccins et l'entraînement à un diagnostic rapide et précis ainsi qu'au traitement. De nombreuses maladies utilisées dans les armes biologiques sont inhabituelles aux médecins généralistes.
Des boucliers à pression positive sont possibles mais très coûteux par rapport à leur efficacité au niveau de la plupart des installations importantes. Ceci est dû au fait que, dans la plupart des attaques, l'agent est disséminé dans une ellipse longue et étroite dans le sens du vent à partir du point de largage. Les personnes situées hors de cette ellipse ne sont pas affectées par une infection secondaire. Les personnes à l'intérieur de cette ellipse ne peuvent pas être aidées par les mesures de protection civile. Elles ont besoin d'un diagnostic médical et d'un traitement.

## Limites inhérentes aux armes biologiques
Les analystes militaires estiment que la guerre biologique est peu efficace sur un terrain conventionnel, bien qu'elle puisse être une arme psychologique dans le cas du bioterrorisme. La principale faiblesse d'une attaque biologique est le délai de plusieurs jours entre sa diffusion et ses premiers effets. Elle ne peut pas bloquer la progression d'une armée, à l'inverse d'une attaque nucléaire ou chimique.
Stratégiquement, l'attaque biologique pose un problème aussi. Les assaillants risquent en effet de subir eux-mêmes les conséquences de la propagation du micro-organisme. Une attaque biologique appelle en outre une contre-attaque massive immédiate. Enfin, la zone contaminée serait difficile à occuper et à exploiter (tant économiquement que militairement) sans une très lourde infrastructure de protection des soldats ou des civils.

## Exemples de guerre biologique

### Assassinat de Reinhard Heydrich en 1942
Selon une hypothèse évoquée par certains historiens, Reinhard Heydrich, un dignitaire nazi qui fut l'adjoint direct de Heinrich Himmler, pourrait avoir été victime d'une arme biologique antipersonnel fondée sur l'utilisation de la toxine botulique. L'Obergruppenführer, atteint par des fragments d'une grenade lancée contre lui par des résistants tchèques (opération Anthropoid), est mort alors que le pronostic vital n'était pas engagé, peut-être du botulisme, provoqué par la toxine botulique mêlée à la couche de colle enduisant la grenade.

### Attaque bioterroriste de The Dalles
En 1984, dans la petite ville de The Dalles en Oregon, les disciples de Bhagwan Shri Rajneesh ont tenté de contrôler des élections locales en infectant des bars à salade avec des salmonelles. Environ 900 personnes en sont tombées malades. Cet événement est considéré comme le premier cas de bioterrorisme perpétré aux États-Unis.

### Enveloppes contaminées au bacille du charbon en 2001
En septembre et octobre 2001, des enveloppes contaminées au bacille du charbon font quatre morts aux États-Unis. Le 5 octobre, le photographe américain Robert Stevens fut la première victime connue du bioterrorisme.

### Autres cas possibles d'attaque bactériologique
Les mystères entourant les événements de Pont Saint-Esprit (affaire du pain maudit), de l'affaire du talc Morhange, du scandale de l'huile frelatée en Espagne peuvent, en l'absence de preuves et de conclusions formelles, s'inscrire dans un processus de guerre biologique.